# Barrolândia
Barrolândia es un municipio brasilero del estado del Tocantins. Se localiza a una latitud 9°50′8″ sur y a una longitud 48º43'31" oeste, estando a una altitud de 361 metros. Su población estimada en 2004 era de 4.731 habitantes. Posee un área de 705,31 km².

## Historia
Localizada en los márgenes de la carretera Belém-Brasília (BR-153), Barrolândia tuvo su origen en julio de 1958, con la llegada de los primeros habitantes. 
Debido en las tierras fértiles, el poblado comenzó a se desenvolver y tuvo acelerado crecimiento, pasando a denominarse Barrolândia, nombre en homenaje a su fundador, Elvécio Cabral Barros. En 11 de enero de 1988, Barrolândia pasó a la categoría de municipio, separándose de Miracema do Tocantins.